# Stromatocyphella
Stromatocyphella là một chi nấm trong họ Marasmiaceae. Chi này chứa 3 loài được tìm thấy ở North America.